# Cerro San Gabriel
Cerro San Gabriel är en ort i Mexiko.   Den ligger i kommunen Tantoyuca och delstaten Veracruz, i den sydöstra delen av landet, 230 km norr om huvudstaden Mexico City. Cerro San Gabriel ligger 175 meter över havet och antalet invånare är 318.
Terrängen runt Cerro San Gabriel är huvudsakligen platt. Cerro San Gabriel ligger uppe på en höjd. Runt Cerro San Gabriel är det ganska tätbefolkat, med 72 invånare per kvadratkilometer. Närmaste större samhälle är Tantoyuca, 11,0 km öster om Cerro San Gabriel. Trakten runt Cerro San Gabriel består till största delen av jordbruksmark.